# Stazione di Pertengo
Stazione di Serravalle Pertengo vasútállomás Olaszországban, Pertengo településen.

## Vasútvonalak
Az állomást az alábbi vasútvonalak érintik:
- Vercelli–Casale Monferrato-vasútvonal

## Kapcsolódó állomások
A vasútállomáshoz az alábbi állomások vannak a legközelebb:
- Asigliano Vercellese railway station
- Rive railway station